# Luigi Corsi
Luigi Corsi (Savona, 10 febbraio 1815 – Savona, 8 dicembre 1897) è stato un avvocato e politico italiano.

## Biografia
È stato sindaco di Savona dal 1861 al 1874. Prese parte alla Prima guerra di Indipendenza con il corpo dei volontari liguri, partecipando alle battaglie di Goito e Custoza.
Affermatosi nella professione legale, si dedicò alla politica risultando eletto al Parlamento Subalpino nelle elezioni del 1849, 1853, 1857.
Fu eletto, per una prima volta, Sindaco di Savona nel 1861 e rimase al suo posto di primo cittadino sino al 1874.
L'atto più importante della sindacatura del marchese Corsi fu l'adozione della variante del piano regolatore varato nel 1856 dagli architetti Cortese e Galleano.
La variante, varata il 13 giugno 1865 con votazione del Consiglio Comunale con atto firmato dal Sindaco, Luigi Corsi, dal membro anziano del Consiglio, Paolo Boselli, dal ministro dei Lavori Pubblici Jacini e dagli ingegneri Tissoni e Frumento, prevedeva la costruzione di via Paleocapa, Corso Italia, Piazza Mameli, via Niella, via Montenotte, via Guidobono e le altre vie di quello che, oggi, è denominato come “centro ottocentesco”. In quel tempo vi sorgevano orti, vigneti e aranceti.
Il Comune acquistò quella zona, di circa 6 000 m², e grazie ad un'associazione di capitali, promossa dal Marchese De Mari a cui parteciparono anche associazioni della classe operaia savonese (in particolare quelle dei calafati e dei carpentieri), si cambiò il volto della Città tracciandone le linee di sviluppo per il futuro. Nel quadro di queste iniziative si inserì anche la convenzione tra il Comune di Savona e la Banca d’Italia stipulata il 5 aprile 1870 che permise la realizzazione di una sede dell'Istituto nella Città rivierasca. Un atto portato ancora oggi ad esempio per l'originale lungimiranza della sua impostazione, in quanto garantì non solo la presenza della Banca d'Italia a Savona per oltre un secolo, ma contemplò addirittura un diritto di riscatto sulla proprietà degli edifici all'eventuale cessazione dell'attività cui erano destinati. Al momento della ristrutturazione dell'organizzazione periferica dell'Istituto di Vigilanza -140 anni dopo- quella lungimiranza ha fruttato al Comune di Savona l'inaspettato incasso di oltre 5 milioni di Euro.
Nominato Senatore del Regno nel 1876, fu rieletto Sindaco nel 1895, ma rinunciò all'incarico proprio per non ricoprire il doppio incarico. Morì due anni dopo, nel 1897